# TUI fly Belgium
TUI fly Belgium – belgijskie linie lotnicze z siedzibą w Brukseli, należące do Grupy TUI. Do października 2016 realizowały operacje pod nazwą Jetairfly. Obsługują połączenia do kurortów w Europie, Ameryce Północnej i Afryce. Głównym hubem jest port lotniczy Bruksela.

## Flota
Według stanu na marzec 2025 flota TUI fly Belgium składała się z 21 samolotów o średnim wieku 9,1 lat:
| Samolot          | Samolot | Samolot   | Liczba miejsc | Liczba miejsc | Liczba miejsc | Uwagi |
| Model            | Aktywne | Zamówione | B             | E             | Łącznie       | Uwagi |
| ---------------- | ------- | --------- | ------------- | ------------- | ------------- | ----- |
| Boeing 737-700   | 2       | -         | -             | 148           | 148           |       |
| Boeing 737-800   | 9       | -         | -             | 189           | 189           |       |
| Boeing 737 MAX 8 | 6       | -         | -             | 189           | 189           |       |
| Boeing 787-8     | 1       | -         | 25            | 280           | 305           |       |
| Embraer E195-E2  | 3       | -         | -             | 136           | 136           |       |
| Łącznie          | 21      | 0         |               |               |               |       |